# Kristin Korb

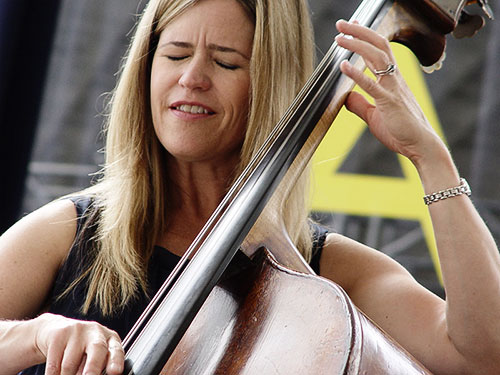
Kristin Korb (in Aarhus 2014)

Kristin Ann Korb (* 29. Oktober 1969 in Billings, Montana) ist eine amerikanische Jazzmusikerin (Kontrabass, Gesang), die im Mainstream Jazz wurzelt.

## Leben und Wirken
Korb, die von Kindesbeinen an mit ihren Brüdern musizierte und mit ihnen eine Rock-&-Roll-Band bildete, studierte zunächst Musikerziehung an der Eastern Montana College, um dann von 1992 bis 1994 klassischen Kontrabass an der University of California, San Diego bei Bertram Turetzky zu studieren. Dann nahm sie privat Unterricht bei Ray Brown (zwischen 1994 und 2002), Jeff Hamilton und John Clayton.
Korb, deren „klare, coole und fast vibratolose Stimme“ von Turetzky entdeckt wurde, war ab 2000 als Leiterin des Jazzstudienganges an der Central Washington University in Ellensburg tätig, wo sie auch die großformatige Jazz Band 1 leitete. 2002 zog sie nach Los Angeles, um von dort aus landesweit aufzutreten. Daneben lehrte sie an der Azusa Pacific University und der University of Southern California, wo sie die Ausbildung in Jazzgesang leitete. Auf einer Europatournee verliebte sie sich in einen Dänen; seit 2011 lebt sie in Kopenhagen.
Mit ihrem aktuellen Trio, das aus Pianist Magnus Hjorth und Schlagzeuger Snorre Kirk besteht, stellte sie sich 2015 bei Jazz Baltica und bei Nordischer Klang vor. Daneben geht sie mit der Pianistin Dena DeRose und mit Lines for Ladies featuring Sheila Jordan auf Tournee. Sie arbeitete weiterhin mit Musikern wie Anthony Davis, Ray Brown, Jan Lundgren, Clark Terry, Bill Mays, Bobby Shew, Jeff Hamilton, Harry Allen, Carl Allen, Joe LaBarbera, Alex Riel, Aaron Serfaty, Otmaro Ruiz, Mary Fettig und Jacob Fischer. Sie ist auch auf Alben von Bertram Turetzky / Mike Wofford und Kim Richmond zu hören.

## Diskografische Hinweise
- Sweat Dreams (2024, mit Magnus Hjorth, Snorre Kirk, sowie Mathias Heise, Karl-Martin Almqvist, Steen Nikolaj Hansen, Yohan Ramon)[4]
- What If?/Why Not? (2021)
- That Time of Year (Storyville, 2018, mit Magnus Hjorth, Snorre Kirk, Mathias Heise)
- What’s Your Story (2013, mit Bruce Forman, Jeff Hamilton)[5][6]
- In the Meantime (2009)
- Where You’ll Find Me (2001, mit Mike Wofford, Jeff Hamilton)
- Introducing Kristin Korb (1996, mit Conte Candoli, Plas Johnson, Oscar Castro-Neves, Benny Green, Ray Brown, Gregory Hutchinson)[7]